# Xylotrupes
Xylotrupes  — род жуков из подсемейства Dynastinae в семействе пластинчатоусые, распространённый на территории от Индии, Юго-Восточной Азии до Австралии. Размер имаго 4,5—7 см, самцы крупнее самок и имеют развитые выросты в виде рогов на голове и перднеспинке. Окраска жуков варьируется от красновато-коричневой до чёрно-коричневой и полностью чёрной. Надкрылья и ноги более светлые. Длительность развития: яйца — от 4 до 6 недель, личинки — от 10 до 15 месяцев, куколки — 6 недель.

## Виды

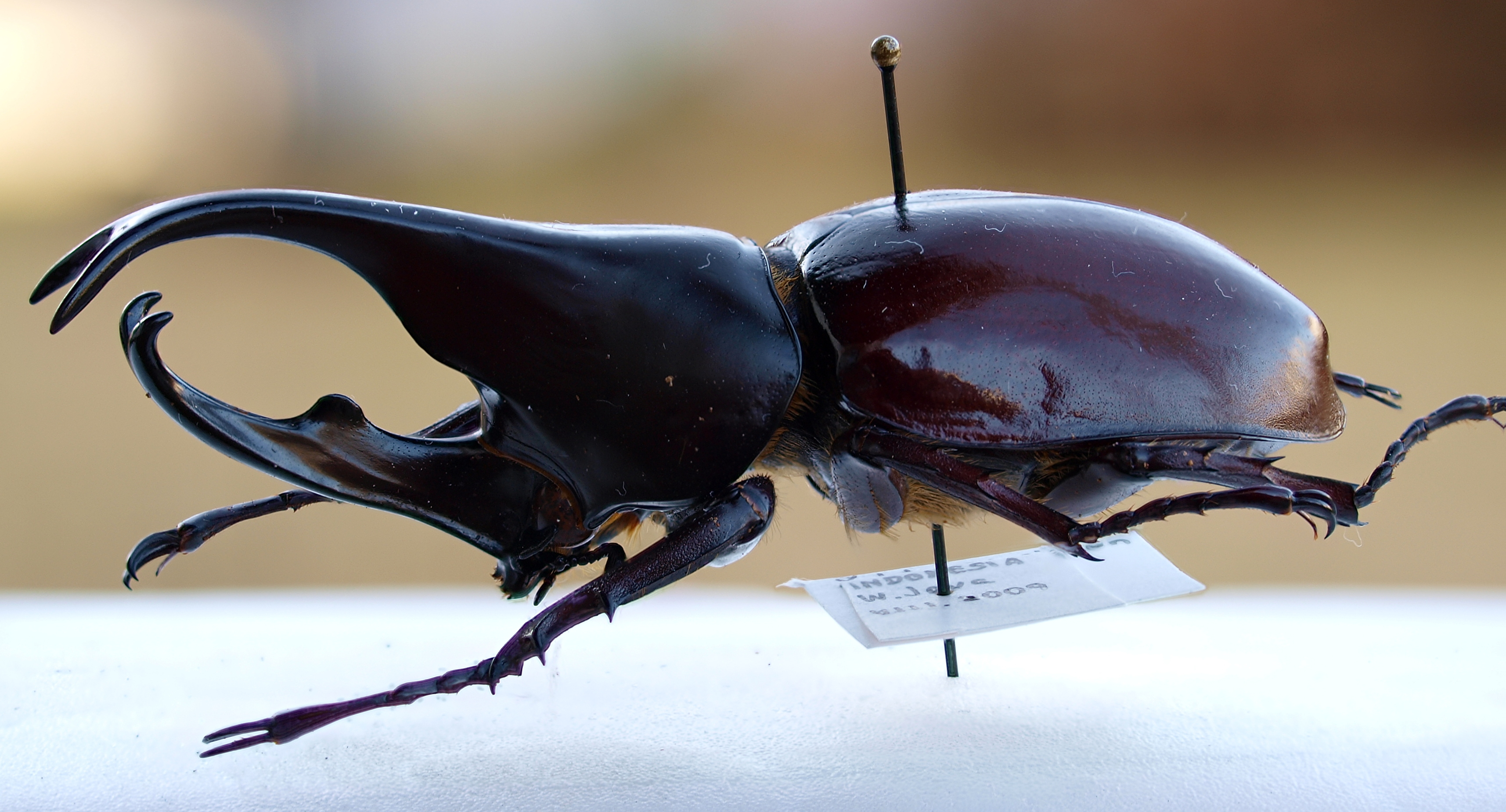
Xylotrupes gideon. Самец

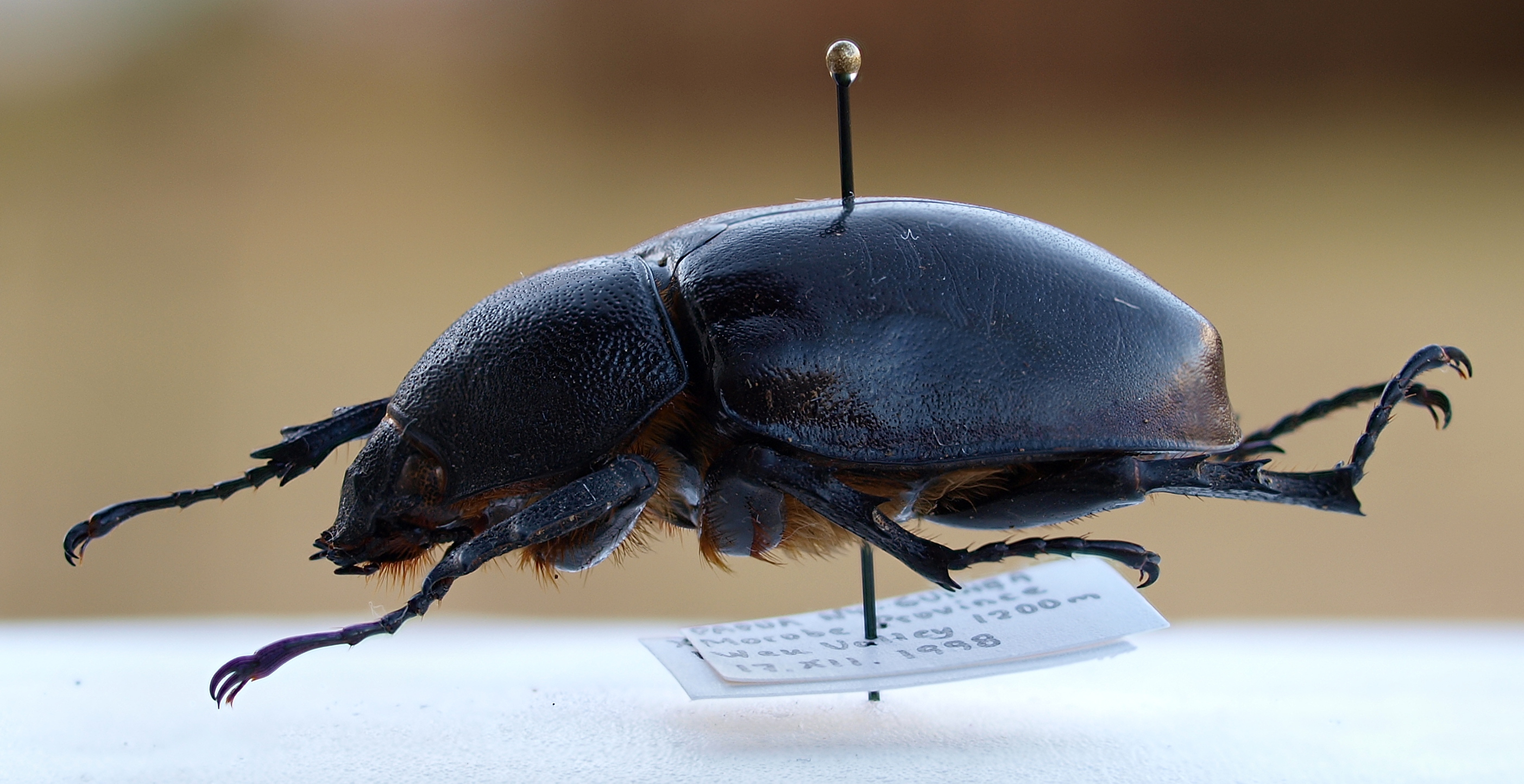
Xylotrupes gideon. Самка

- Xylotrupes florensis (Lansberge, 1879)
- Xylotrupes ulysses (Guérin-Méneville, 1830)
- Xylotrupes gideon (Linnaeus, 1767)
- Xylotrupes pubescens
- Xylotrupes lumawigi (Silvestre, 2002)
- Xylotrupes striatopunctatus (Silvestre, 2003)
- Xylotrupes australicus
- Xylotrupes baumeisteri
- Xylotrupes dichotomus
- Xylotrupes faber
- Xylotrupes florensis
- Xylotrupes inarmatus
- Xylotrupes lorquini
- Xylotrupes macleayi
- Xylotrupes meridionalis
- Xylotrupes mindanaoensis
- Xylotrupes mniszechi
- Xylotrupes pauliani
- Xylotrupes reductus
- Xylotrupes socrates
- Xylotrupes solidipes
- Xylotrupes taprobanus